# Фосфид бора
Фосфид бора — неорганическое соединение бора и фосфора с формулой BP. Светло-коричневые кристаллы, очень твёрдые, термически устойчивы.

## Получение
- Непосредственно из элементов, сплавление бора и красного фосфора:

{\displaystyle {\mathsf {B+P\ {\xrightarrow {900-1200^{o}C}}\ BP}}}
- Обменными реакциями:

{\displaystyle {\mathsf {BCl_{3}+AlP\ {\xrightarrow {950^{o}C}}\ BP+AlCl_{3}\uparrow }}}

## Физические свойства
Светло-коричневые кристаллы, очень твёрдые, термически устойчивы, плавятся с разложением при 2000°С.

## Химические свойства
- При нагревании обратимо разлагается:

{\displaystyle {\mathsf {4BP{\stackrel {\xrightarrow {2000^{o}C}}{\xleftarrow[{\ \ \ \ \ \ \ }]{}}}P_{4}+4B}}}
- Не реагирует с водой, но разлагается перегретым паром:

{\displaystyle {\mathsf {BP+3H_{2}O\ {\xrightarrow {100^{o}C}}\ B(OH)_{3}+PH_{3}}}}
- В реакции с кислотами проявляются восстановительные свойства:

{\displaystyle {\mathsf {BP+4H_{2}SO_{4}\ {\xrightarrow {\ }}\ B(OH)_{3}+H_{3}PO_{4}+4SO_{2}+H_{2}O}}}
- Реагирует с щелочами при сплавлении:

{\displaystyle {\mathsf {BP+2(KOH\cdot 2H_{2}O)\ {\xrightarrow {500^{o}C}}\ KBO_{2}+KPO_{3}+4H_{2}+H_{2}O}}}
- Окисляется кислородом:

{\displaystyle {\mathsf {4BP+8O_{2}\ {\xrightarrow {300^{o}C}}\ 2B_{2}O_{3}+P_{4}O_{10}}}}

## Применение
- Полупроводниковый материал.